# Harry Potter 20. obljetnica: Povratak u Hogwarts
Harry Potter 20. obljetnica: Povratak u Hogwarts (eng. Harry Potter 20th Anniversary: Return to Hogwarts) televizijski je specijal koji je emitiran 1. siječnja 2022. na HBO Maxu. U Hrvatskoj su ga distribuirali na HBO GO streaming platformi. Riječ je o dokumentarcu koji se fokusira na originalnu glumačku postavu i redatelje filmske sage o Harry Potteru.

## Radnja
Originalna glumačka postava, producenti i redatelji filmske sage o Harry Potteru sastaju se na originalnom setu filmova kako bi razgovarali o svojim sjećanjima vezanim uz filmsku seriju. Nove izjave pomiješane su s repertoarnim materijalom: intervjui dani u prošlosti, konferencije za novinare i iza kulisa filmova, originalne scene iz igranih filmova. Autorica originalne serije romana, J. K. Rowling, u dokumentarcu sudjeluje samo u repertoarnom materijalu.

## Glumačka postava
- Daniel Radcliffe
- Rupert Grint
- Emma Watson
- Helena Bonham Carter
- Robbie Coltrane
- Ralph Fiennes
- Jason Isaacs
- Gary Oldman
- Tom Felton
- James Phelps
- Oliver Phelps
- Mark Williams
- Bonnie Wright
- Alfred Enoch
- Ian Hart
- Toby Jones
- Matthew Lewis
- Evanna Lynch
- David Heyman
- Chris Columbus
- Alfonso Cuarón
- Mike Newell
- David Yates
- J. K. Rowling (arhivske snimke)
- Stephen Fry (pripovjedač)

Specijal sadrži snimke i odaje počast članovima glumačke ekipe koji su u međuvremenu preminuli, uključujući  Helen McCrory, Alan Rickman, John Hurt, Richard Griffiths i Richard Harris.

## Produkcija
U studenom 2021. godine Warner Bros. najavio je Harry Potter 20. obljetnica: Povratak u Hogwarts, retrospektivni specijal s glumcima i filmašima filmske sage o Harry Potter u povodom 20. godišnjice izlaska prvog nastavka serije, Harry Potter i Kamen mudraca (2001.). Specijal producira "Warner Bros. Unscripted Television" u suradnji s "Warner Horizonom" i izvršnim producentom Casey Patterson.
Rowling, autorica serije knjiga, koja je imala značajnu ulogu u filmskoj produkciji, uglavnom je odsutna iz specijala. Pojavljuje se na manje od 30 sekundi u arhivskim snimkama, spomenuta je od strane nekih intervjuirani sudionika za specijal. Glasnogovornik HBO-a rekao je da je Rowling dobila priliku za razgovor, ali da su producenti smatrali da su postojeće snimke dovoljne. Kako piše "Los Angeles Times" razlog tome su optužbe za transfobiju primljene u mjesecima koji su prethodili posebnoj utrci.

### Snimanje
Specijal je sniman u Warner Bros. Studio Tour London – The Making of Harry Potter u Leavesdenu Engleskoj.

## Distribucija
Emitira HBO Max u zemljama u kojima je ova usluga na zahtjev dostupna, u Hrvatskoj je dostupna na HBO GO-u.  Bit će objavljen na međunarodnoj razini istodobno s američkim izdanjem na Crave u Kanadi, Sky i Now u Ujedinjenom Kraljevstvu i Irskoj, Binge u Australiji, TVNZ 2 i TVNZ OnDemand u Novom Zelandu, HBO Go Aziji, OSN u Ujedinjenim Arapskim Emiratima i Prime Video u Indiji.

## Vanjske poveznice
- Harry Potter 20. obljetnica: Povratak u Hogwarts u internetskoj bazi filmova IMDb-a